# Dinétah

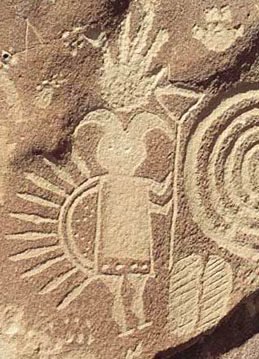
Reprezentarea petroglifului unei zeități Navajo într-un sit arheologic din Dinétah. Zona Canionului Largo, New Mexico.

Dinétah este patria tradițională a tribului Navajo a indigenilor americani . În limba Navajo, cuvântul "Dinétah"  înseamnă „printre oameni” sau „printre Navajo” ( diné este cuvântul Navajo care se referă la poporul Navajo; înseamnă și „oameni” în sensul generic; -tah  înseamnă „printre, prin, în zona”).  În sens geografic, Dinétah cuprinde o mare zonă din nord-vestul New Mexico, sud-vestul Colorado, sud-estul Utah și nord-estul Arizona . Limitele sunt inexacte și sunt marcate în general de vârfuri de munte care corespund celor patru direcții cardinale. 

## Geografie și topografie
Regiunea Dinétah este marcată de meze înalte și canioane adânci care se scurg spre râul San Juan.Canioanele zonei sunt compuse din straturi neregulate de gresie, marcate de mai multe bănci și taluzuri. Altitudinile sunt în medie de aproximativ 5.000 până la 6.500 de metri, cu câteva vârfuri de munte care se ridică la mai mult de 14.000 de metri. 
Limita tradițională a pământului este demarcată de patru munți: Vârful Blanca (Sis Naajinį́), la est, Muntele Taylor ( Tsoodzil ), la sud, Vârfurile San Francisco (Dook'o'ooshį́į́), la vest și Vârful Hesperus, (Dibé Nitsaa), la nord. 

## Cultura
Navajo îi consideră pe Dinétah drept patria lor ancestrală. Povestea tradițională a creației Navajo se concentrează în zonă, iar numele de locații Navajo din regiune reflectă rolul său în mitologia Navajo. 
În timp ce Dinétah se referă,în general,la o arie geografică mare,inima regiunii este considerată a fi canioanele din spălăturile Largo și Carrizo,la sud de râul San Juan din New Mexico. Aceste canioane sunt situate la est și sud de Farmington, New Mexico,și includ Canoanele Blanco, Largo,Carrizo și Gobernador. 
Semnificația culturală a lui Dinétah este documentată de-a lungul istoriei orale Navajo și este susținută de numeroase situri arheologice și de artă rock . În conformitate cu tradiția Navajo, femeia care se schimbă pentru copii ( Asdzą́ą́ Nádleehé  ), una dintre cele mai cunoscute zeități Navajo, a fost găsită de Sfântul Popor ( Diyin Dineʼé  ) deasupra butonului Gobernador ( Chʼóolʼį́ʼí  ), situată în zona Dinétah. Regiunea este, de asemenea, indicată ca locul în care au sosit primele patru clanuri Navajo după migrația lor din oceanul de vest. 

## Situri arheologice

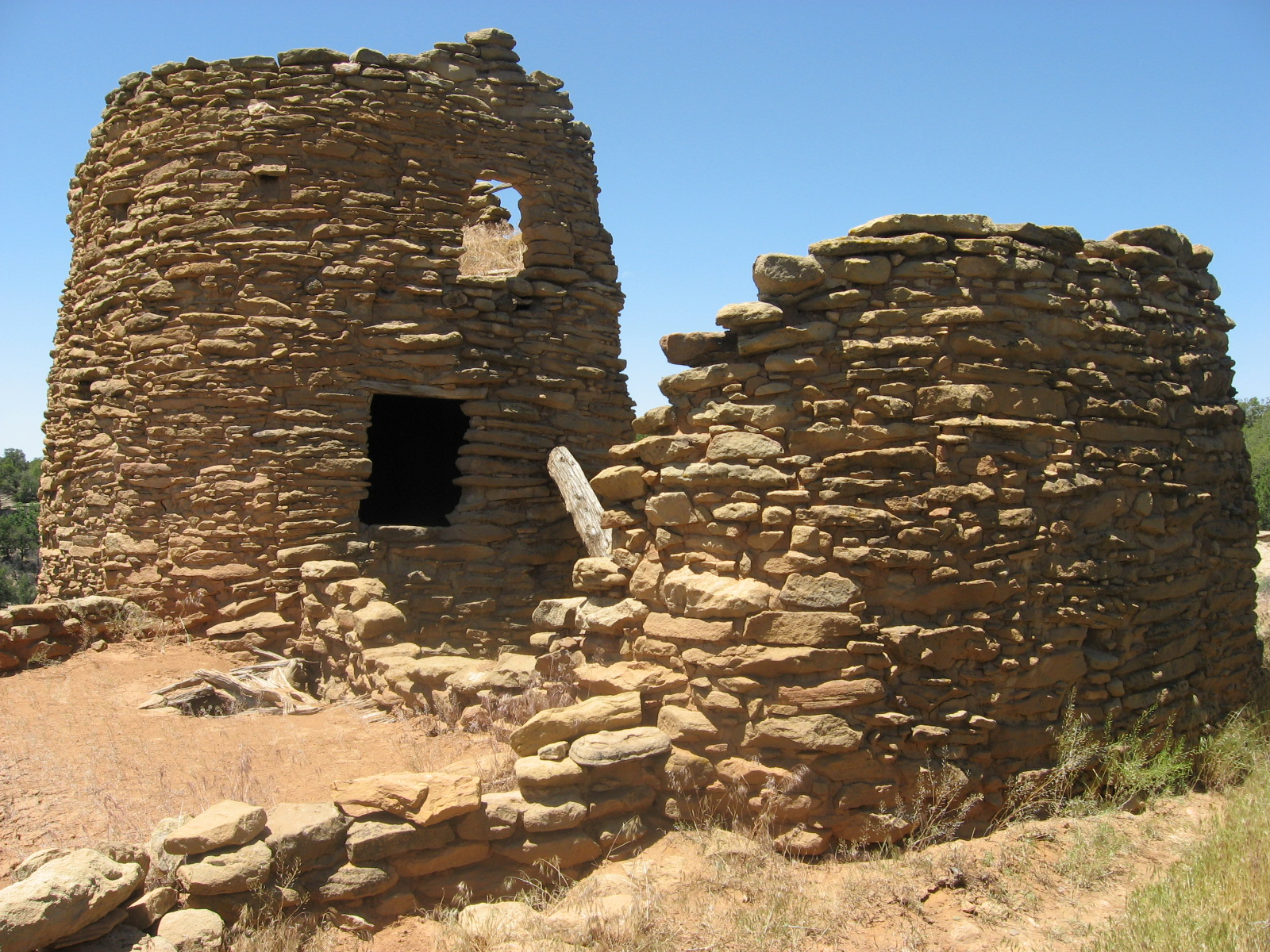
Frances Canyon Pueblito este o structură cu mai multe camere situată la marginea unei stânci din nord-vestul Statului New Mexico.

Există mii de situri arheologice înregistrate în regiunea Dinétah. Siturile includ rămășițele mai multor culturi, inclusiv a poporului ancestral (cunoscut și sub numele de Anasazi ), Navajo și a coloniștilor hispanici timpurii. Condițiile naturale uscate ale regiunii au contribuit la o stare generală bună de conservare pentru o varietate de tipuri de șantiere, care includ structuri de piatră și lemn, precum și pictograf și situri petroglife . 
Cele mai vizibile situri arheologice sunt cunoscute sub denumirea de pueblitos Navajo. Aceste site-uri sunt de obicei structuri de piatră constând dintr-una până la șase camere. Se consideră că pueblito-urile sunt date până la sfârșitul secolului al XVII-lea și par a fi în mare parte de natură defensivă. Pueblitos ia forma unor turnuri cu mai multe etaje, incinte asemănătoare fortului și locuințe cu stânci. Mai mulți pueblitos sunt incluși pe Lista locurilor istorice înregistrate din New Mexico . 

## Istoria
Există dovezi din ce în ce mai mari pentru prezența Navajo în Dinétah încă din 1500 e.n. Deși există o dezbatere continuă cu privire la datarea site-urilor Navajo din zonă, este în general de acord că acestea au locuit la Dinétah la un moment dat cu mult înainte de Revolta Pueblo din 1680. 
Ocupația Navajo a regiunii a fost divizată de arheologi în două faze majore - faza Dinétah (cca 1500-1630), care include intrarea și așezarea zonei de către Navajo și faza Gobernador (cca. 1630-1800 ), timp în care cultura Navajo a devenit complet definită. Diferența dintre cele două faze s-a bazat pe recuperarea cioburilor ceramice Gobernador Polychrome de pe site-uri datate în mod fiabil și pe prezența pueblitos. 
Ca răspuns la presiunile din partea spaniolilor și a uteților, populația Navajo a început să se deplaseze spre sud și vest în jurul anului 1750. Până la 1800 au abandonat sau părăsit inima regiunii Dinétah. 

## Legături externe
- Dinetah Rock Art & Pueblitos - Fotografii, videoclipuri și hărți
- De piatră și povești: Pueblitos din Dinétah
- Săpături arheologice ale siturilor navale proto-istorice în cadrul Proiectului MAPL Arhivat în 6 februarie 2012, la Wayback Machine.| - v - d - m Națiunea Navajo | - v - d - m Națiunea Navajo                                                                                                                                                                               |
| --------------------------- | --- |
| Politică și Instituții      | Consiliul din Navajo Nation (Camera Consiliului din Navajo Nation) · Curtea Supremă din Navajo Nation · Chapter houses · Poliția Națională Navajo                                                         |
| Cultură și Educație         | Poporul Navajo · Limba navajo · Muzică Navajo · Mitologia Navajo · Țesături Navajo · Rasa ovină Navajo-Churro · Diné College · Parcul botanic și grădina zoologică din Navajo Nation · KTNN · Miss Navajo |
| Istorie                     | Dinétah · Navajo pueblitos · Războaiele Navajo · Lungul marș al populației Navajo · Navajo Scouts · Reducerea creșterii animalelor din Navajo · Code talkers Barboncito · Manuelito · Narbona             |
| Comunități                  | Listă de comunități |